# 培社
培社（ばいしゃ）は、幕末の長崎にあった日本の英学私塾。何礼之の塾の外郭的な組織で塾生たちの寄宿舎的な存在であったとされ、崇福寺境内に設けられた。塾は財政事情が厳しく短期間の運営であったが、塾生の鮫島尚信が薩摩藩に開成学校（開成所）を開設する際に塾創設者の一人である前島密を招聘し、培社の種姓は薩摩藩の英学教育に受け継がれた。表記ゆれで倍社との記述もみられる。

## 概要

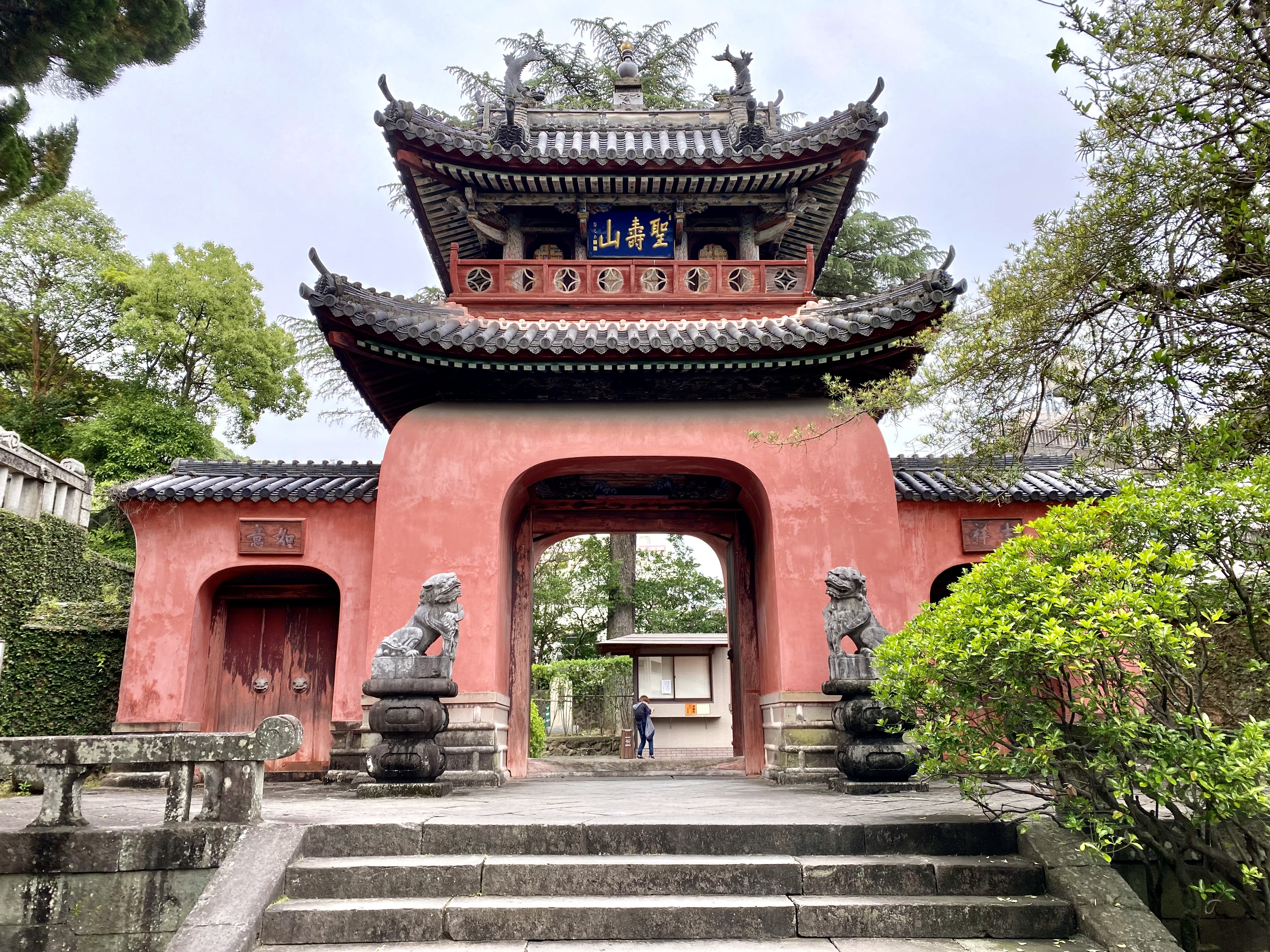
崇福寺の山門（崇福寺にウィリアムズとフルベッキが暮らし、培社もここに開かれた。）

1864年（元治元年9月）に、長崎で塾を開設していた何礼之の許可を得て、瓜生寅が何礼之塾の塾長を務める巻退蔵（前島密、日本の近代郵便制度の創設者）とともに苦学生のために私塾・培社を開設する。
何礼之と瓜生寅及び前島密は、ともに米国聖公会の宣教師チャニング・ウィリアムズ（立教大学創設者）とオランダ改革派の宣教師グイド・フルベッキの門下生であり、倍社は、ウィリアムズとフルベッキが暮らした長崎・崇福寺の境内にある広福庵に開設され、瓜生寅が学長（塾長）に就き、経営は前島密が担った。
何礼之塾の塾長であった前島密は、その何礼之塾で英語を教えたが、塾の仲間や生徒には、志が高くても生活に困窮する者もおり、そうした仲間・苦学生のために、寄宿舎（合宿所・学舎）を造ろうと開設されたのが培社である。
培社は何礼之塾の寄宿舎の存在として外郭的な組織であり、寄宿生の多くが何礼之塾の塾生であったが、その一方で、何礼之塾とは共に英語を教える塾として競い合っていたともいう。

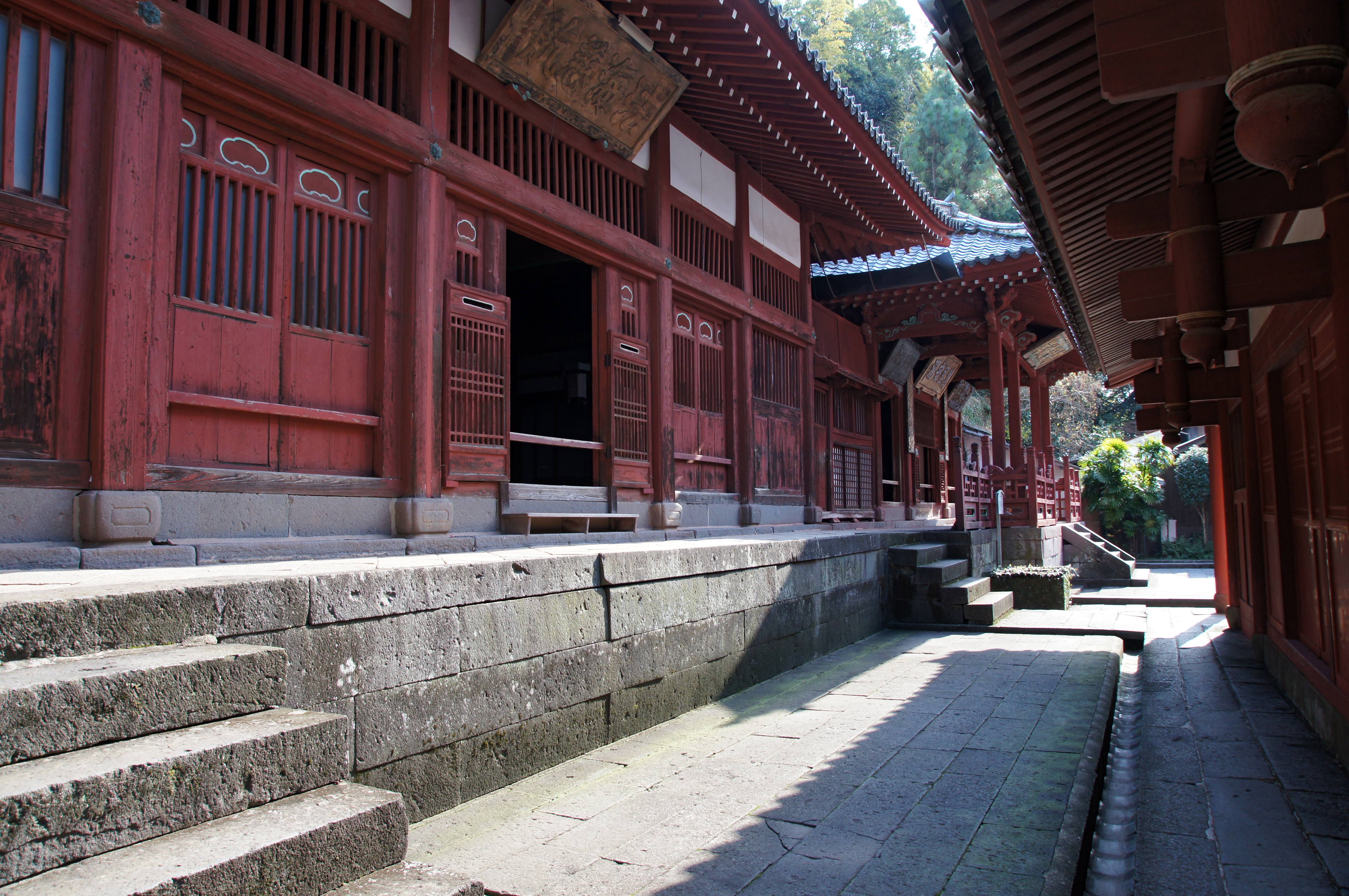
崇福寺の開山堂（左手前）と媽姐堂（右手奥）

藝州（広島）や薩摩、筑前、筑後にある諸藩の藩主からも生徒数名を托され、塾生には瓜生震（瓜生寅の弟、海援隊士）、林謙三（のちの安保清康、坂本龍馬の友人）、高橋賢吉（のちの芳川顕正、伊藤博文の友人）、橘恭平（のちの神戸郵便局長）、鮫島誠造（鮫島尚信）らがいた。
また、前田弘安（前田正名）、谷村小吉、岸良俊之丞（岸良兼養）、川崎強八、高橋四郎左衛門（高橋新吉）、鮫島武之助（鮫島尚信の弟）の他、数十名の薩摩藩士が入門している。生徒はその他に5名ほどはいたとされるが、そのうちの一人は松下直美（のちの福岡市長、大審院判事）であった。
しかし、培社は財政事情が厳しく、塾の財政支援のために前島密が紀州藩蒸気船の監督者を勤めている間に、所長の瓜生寅自身の金銭問題も生じて閉じることとなった。
培社は短期間の開設ではあったが、その後、塾生の鮫島尚信が薩摩に戻り、薩摩藩の開成学校（開成所）を開設する際に前島密を招聘し、倍社における英学教育の火種は鹿児島の英学教育の基礎として受け継がれていった。開成学校の生徒数は日が経つごとに増え、培社の塾生2名を呼びよせて助手とした。

## 長崎西坂の瓜生寅の仮塾
曾我祐準の自叙伝によると、崇福寺に培社を開設する前に、瓜生寅は長崎西坂にある同じ黄檗宗の寺院である福済寺に仮塾を置いていたとみられ、曾我はそこで学んだ。

1864年（元治元年）には、勝海舟が坂本龍馬を初めて長崎に連れてきた際に、この福済寺で海舟と龍馬は共に40日間滞在しており、福済寺のすぐ近くには、海舟が以前から長崎で止宿していた本蓮寺もある。

## 脚註
1. 1 2 3  大久保 利謙「幕末英学史上における何礼之 : とくに何礼之塾と鹿児島英学との交流」『研究年報 1977』第6巻、鹿児島県立短期大学地域研究所、1978年3月、26-41頁。
2. 1 2 3  『薩摩と西欧文明: ザビエルそして洋学、留学生』ザビエル渡来450周年記念シンポジウム委員会,図書出版 南方新社,62頁,2000年8月25日
3. 1 2 3 4 5 6  広報ZENTOKU 『特集	没後100年 前島密の偉業を追って6 前島密と教育（語学に関する視点から）』 全国郵便局長協会連合会,4-5頁,2020秋号,2020年10月
4. 1 2 3 4  意志力道場ウォーク 『日本を変えた出会い―英学者・何礼之（が　のりゆき）と門弟・前島密、星亨、陸奥宗光―』Ⅴ 何礼之とその門弟・前島蜜 丸屋武士 2012年6月1日
5. 1 2  日本郵政 『前島密年譜』
6. 1 2 3 4  郵政博物館 『前島密一代記』 博物館ノート
7. 1 2  一般社団法人長崎親善協会 長崎フルベッキ研究会レポート 『「培社」とは』
8. 1 2 3 4 5  一般社団法人長崎親善協会 長崎フルベッキ研究会レポート 『福岡藩留学生とフルベッキ』
9. ↑  井上卓朗  『日本文明の一大恩人』前島密の思想的背景と文明開化 郵政博物館 研究紀要 第11号 2020年3月
10. ↑  田村 省三「薩摩藩における蘭学受容とその変遷（第二部　蘭学の地域的展開と交流）」『国立歴史民俗博物館研究報告』第116巻、国立歴史民俗博物館、2004年2月、209-233頁、ISSN 0286-7400。
11. ↑  田原啓祐 『幕臣前島密がみた文明開化の礎』 郵政博物館 研究紀要 第10号 2019年3月
12. ↑  一般社団法人長崎親善協会 長崎フルベッキ研究会レポート 『私塾「柴田塾」など』
13. ↑  長崎Webマガジン 『幕末の勇者が歩いた道 ―グラバー・お慶・海舟・龍馬―』
14. ↑  長崎市公式観光サイト travel nagasaki 龍馬ゆかりの地、長崎『坂本龍馬好き必見！幕末の足あとを辿る』